# Chavannes-sur-l'Étang
Chavannes-sur-l'Étang è un comune francese di 586 abitanti situato nel dipartimento dell'Alto Reno nella regione del Grand Est.

## Società

### Evoluzione demografica
Abitanti censiti